# Championnat du Nigeria de football 1991
Navigation
Saison suivante
La saison 1991 du Championnat du Nigeria de football est la première édition de la première division professionnelle au Nigeria à poule unique, la First Division League. Seize clubs prennent part au championnat qui prend la forme d'une poule unique où toutes les équipes se rencontrent deux fois au cours de la saison. En fin de saison, les deux derniers du classement sont relégués et remplacés par les deux meilleurs clubs de Division II, la deuxième division nigériane.
C'est le club de Julius Berger qui termine en tête du classement final, avec un seul point d'avance sur le Shooting Stars FC et quatre sur Plateau United. C'est le tout premier titre de champion du Nigeria de l'histoire du club. Le tenant du titre, Iwuanyanwu Nationale, ne termine qu'à la dixième place du classement.

## Les clubs participants
| - Julius Berger FC - Shooting Stars FC - Plateau United - Calabar Rovers - BCC Lions - Bendel Insurance - Enugu Rangers - ACB Lagos | - Bendel United - Kano Pillars - Iwuanyanwu Nationale - Obanta United - Highlanders FC - Ranchers Bees - Stationery Stores - Enyimba FC |

## Compétition
Le barème de points servant à établir le classement se décompose ainsi :
- Victoire : 3 points
- Match nul avec buts : 2 points
- Match nul 0-0 : 1 point
- Défaite : 0 point

### Classement
| Rang | Équipe                | Pts | J  | G  | N    | P  | Bp | Bc | Diff |
| ---- | --------------------- | --- | -- | -- | ---- | -- | -- | -- | ---- |
| 1    | Julius Berger FC      | 58  | 30 | 13 | 7/5  | 5  | 35 | 22 | +13  |
| 2    | Shooting Stars FC     | 57  | 30 | 13 | 5/8  | 4  | 26 | 11 | +15  |
| 3    | Plateau United        | 54  | 30 | 14 | 3/6  | 7  | 34 | 25 | +9   |
| 4    | Calabar Rovers        | 50  | 30 | 10 | 7/6  | 7  | 30 | 23 | +7   |
| 5    | BCC Lions             | 48  | 30 | 10 | 7/4  | 9  | 30 | 10 | +20  |
| 6    | Bendel Insurance      | 47  | 30 | 10 | 3/11 | 6  | 21 | 15 | +6   |
| 7    | Enugu Rangers         | 46  | 30 | 8  | 6/10 | 6  | 18 | 16 | +2   |
| 8    | ACB Lagos             | 46  | 30 | 8  | 7/8  | 7  | 21 | 20 | +1   |
| 9    | Bendel United         | 44  | 30 | 10 | 6/2  | 12 | 29 | 32 | -3   |
| 10   | Iwuanyanwu NationaleT | 42  | 30 | 10 | 4/4  | 12 | 29 | 28 | +1   |
| 11   | Kano Pillars          | 40  | 30 | 8  | 4/8  | 10 | 24 | 24 | 0    |
| 12   | Obanta United         | 40  | 30 | 8  | 6/4  | 12 | 24 | 35 | -11  |
| 13   | Ranchers Bees         | 38  | 30 | 8  | 5/4  | 13 | 22 | 30 | -8   |
| 14   | Stationery Stores     | 37  | 30 | 8  | 4/5  | 13 | 20 | 25 | -5   |
| 15   | Enyimba FC            | 36  | 30 | 8  | 4/4  | 14 | 23 | 28 | -5   |
| 16   | Highlanders FC        | 29  | 30 | 6  | 2/7  | 15 | 16 | 36 | -20  |

|  | Qualification pour la Coupe des clubs champions 1992 |
|  | Qualification pour la Coupe de la CAF 1992           |
|  | Qualification pour la Coupe de l'UFOA 1992           |
|  | Relégation en Division Two                           |
|  | T : Tenant du titre                                  |

## Bilan de la saison
| Championnat du Nigeria de football 1991 |                                   |
| Champion                                | Julius Berger FC (1er titre)      |
| Coupes et trophées                      |                                   |
| Vainqueur de la Coupe du Nigeria 1991   | El-Kanemi Warriors (Division Two) |
| Qualifications continentales            |                                   |
| Coupe des clubs champions 1992          | Julius Berger FC                  |
| Coupe des Coupes 1992                   | El-Kanemi Warriors                |
| Coupe de la CAF 1992                    | Shooting Stars FC                 |
| Coupe de l'UFOA 1992                    | Kano Pillars                      |
| Promotions et relégations               |                                   |
| Promus en First Division                | El-Kanemi Warriors                |
| Promus en First Division                | Udoji United FC                   |
| Relégués en Division II                 | Enyimba FC                        |
| Relégués en Division II                 | Highlanders FC                    |